# Rudolf Lehmann
Rudolf Lehmann (Heidelberg, 30 gennaio 1914 – Ettlingen, 13 settembre 1983) è stato un militare tedesco, ufficiale delle Waffen-SS durante la seconda guerra mondiale.